# Marsupialisation

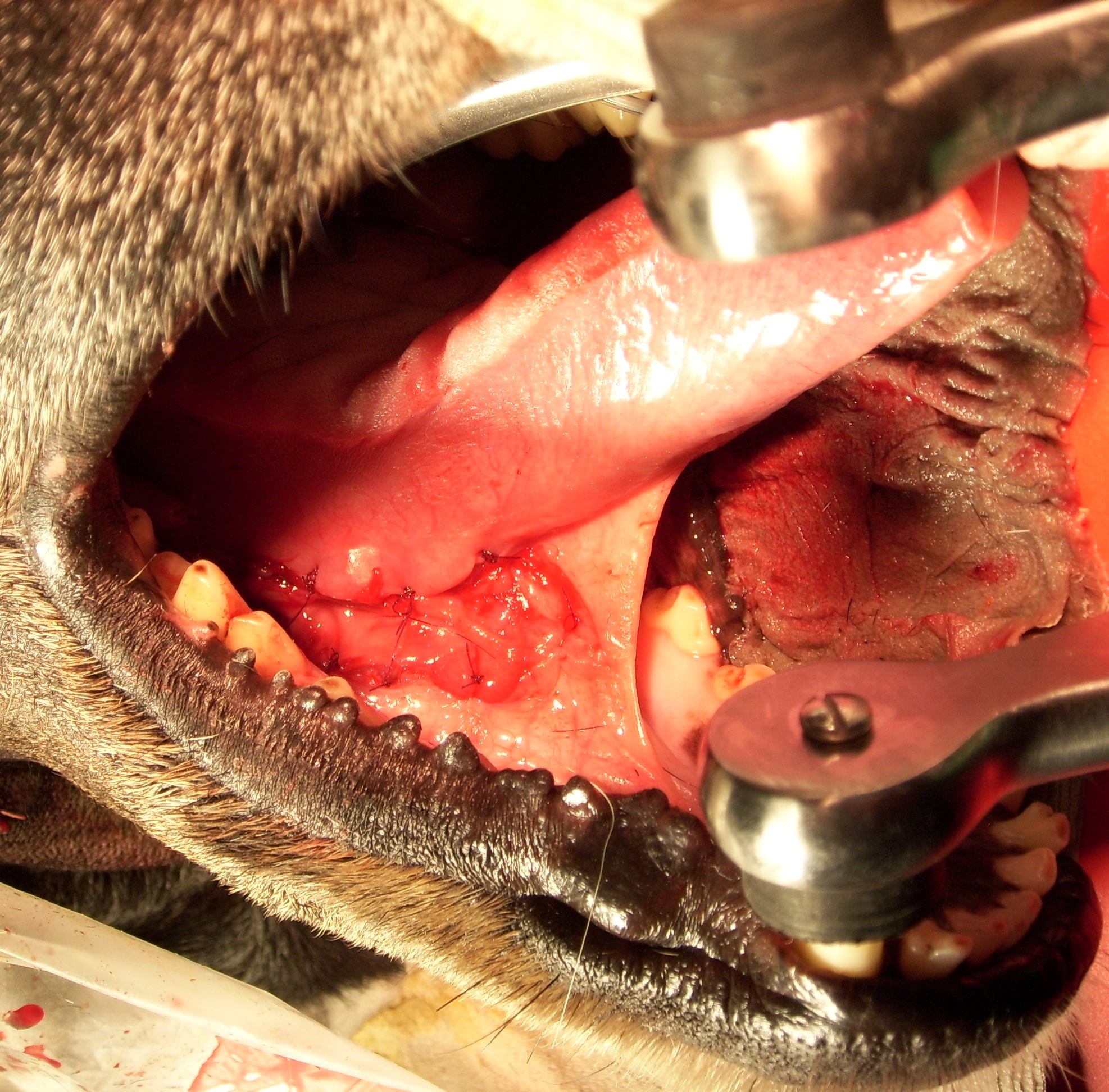
Marsupialisation einer Ranula bei einem Hund

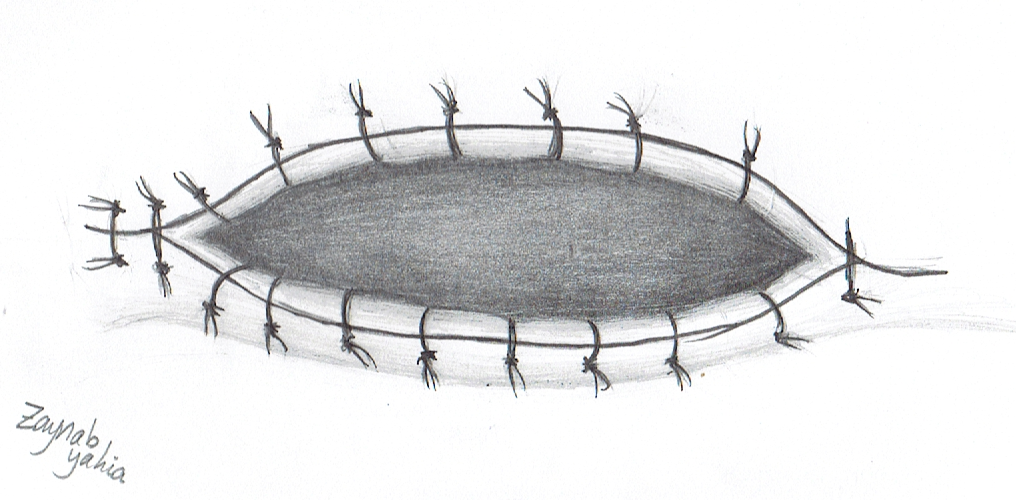
Marsupialisation

Bei der Marsupialisation (von lateinisch marsupium „Tasche“) handelt es sich um eine chirurgische Technik, die zur Behandlung von Zysten eingesetzt wird. Bei einer Zyste handelt es sich um einen abgeschlossenen Gewebehohlraum, der mit Flüssigkeit gefüllt ist. Insbesondere bei Zysten mit eitrigem Inhalt wird eine Marsupialisation durchgeführt. Das genaue Verfahren unterscheidet sich in Abhängigkeit von der Lokalisation der Zyste, das Prinzip ist aber stets gleich. Die Zyste wird durch einen Schnitt mit einem Skalpell eröffnet (Inzision) und die Ränder der Zyste werden an eine andere Struktur oder ein anderes Organ so angenäht, dass sich eine offene Tasche bildet, daher der Name. Der Inhalt der Zyste kann dadurch abfließen (Drainage). 
Die Marsupialisation wird häufig zur Behandlung von Bartholin-Zysten, die infolge einer Bartholinitis der Bartholin-Drüse entstehen, angewendet. Die Ränder der eröffneten Zyste werden hier an der Haut des Scheidenvorhofs angenäht, damit der neue, künstliche Drüsenausgang offengehalten wird und sich keine neue Zyste bildet. Es gibt auch Zysten innerer Organe, die mit Hilfe der Marsupialisation behandelt werden können. Die Ränder der eröffneten Pankreaszyste können beispielsweise mit dem Magen verbunden werden, so dass eine „künstliche“ Fistel entsteht und der Inhalt der Zyste in den Magen abfließen kann. Die erste Marsupialisation führte 1882 Carl Gussenbauer durch, indem er eine Pankreaszyste in die Bauchwand einnähte. Auch beim Auftreten von Speichelsteinen in den Ausführungsgängen der unteren Speicheldrüsen kann diese Technik zur künstlichen Verkürzung und Offenhaltung der Ausführungsgänge im Rahmen der operativen Entfernung der Steine eingesetzt werden.